# Fjällig tofsvaktel
Fjällig tofsvaktel (Callipepla squamata) är en fågel i familjen tofsvaktlar inom ordningen hönsfåglar. Den förekommer i södra USA och norra Mexiko. Arten minskar i antal, men beståndet anses ändå livskraftigt.

## Utseende och läte
Fjällig tofsvaktel är en rätt liten (25,5–30,5 cm) och satt hönsfågel, i storlek och proportioner lik vitstrupig vaktel men med längre ben och stjärt. Fjäderdräkten är ljust gråbrun med en karakteristisk kort vitspetsad tofs på huvudet och prydligt fjälligt mönster på hals och undersida. I flykten syns att stjärten är ljusgrå. Spellätet återges i engelsk litteratur som ett "QUEESH" eller långsamma rytmiska "ket kut, ket kut...".

## Utbredning och systematik
Fjällig tofsvaktel delas in i fyra underarter med följande utbredning:
- Callipepla squamata hargravi – förekommer i sydöstra Colorado till Oklahoma, sydvästra Kansas och nordvästra Texas
- Callipepla squamata pallida – förekommer i södra Arizona till västra Texas, norra Sonora och Chihuahua
- Callipepla squamata squamata – förekommer i norra Mexiko (norra Sonora och Tamaulipas söderut till Mexikodalen)
- Callipepla squamata castanogastris – förekommer i södra Texas till norra Mexiko (Tamaulipas, Nuevo León, östra Coahuila)

Fjällig tofsvaktel och prakttofsvaktel har tidvis behandlats som en och samma art, men urskiljs idag som två skilda arter, vilket stöds av genetiska studier.

## Levnadssätt
Fjällig tofsvaktel hittas i arida och buskiga gräsmarker. Födan är varierad, men består framför allt av frön, insekter och vegetabilier. Arten häckar huvudsakligen under regnperioden mellan maj och augusti, men bobygge kan inledas redan i mitten av april.

## Status och hot
Arten har ett stort utbredningsområde och en stor population, men tros minska i antal, dock inte tillräckligt kraftigt för att den ska betraktas som hotad. Internationella naturvårdsunionen IUCN kategoriserar därför arten som livskraftig (LC).

## Namn
Fågelns vetenskapliga artnamn squamata är latin för just "fjällig", medan släktesnamnet Callipepla är grekiska för "vackert klädd".